# Toradex

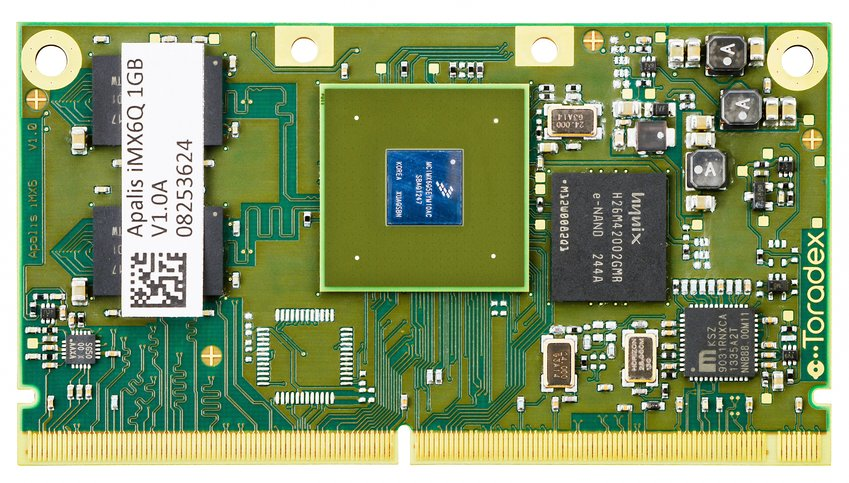
Apalis I.MX6Q Freescale Computador em Módulo

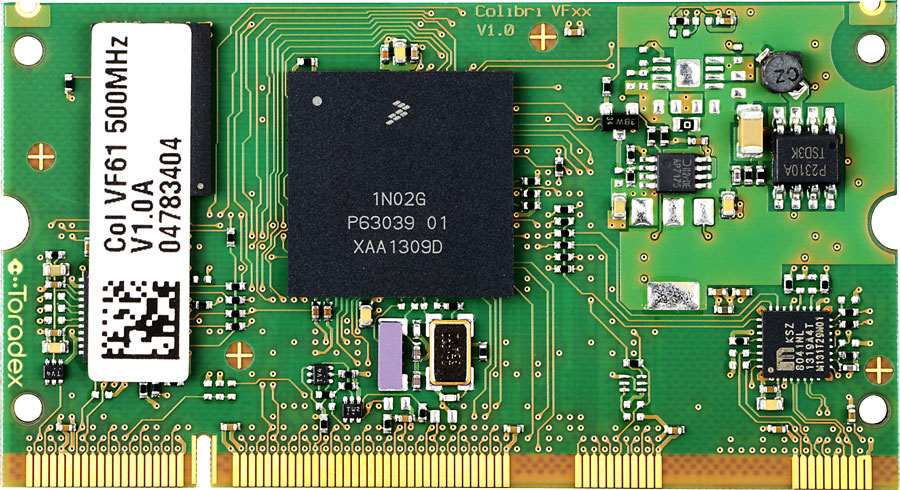
Colibri VF61 Freescale Vybrid Computador em Módulo

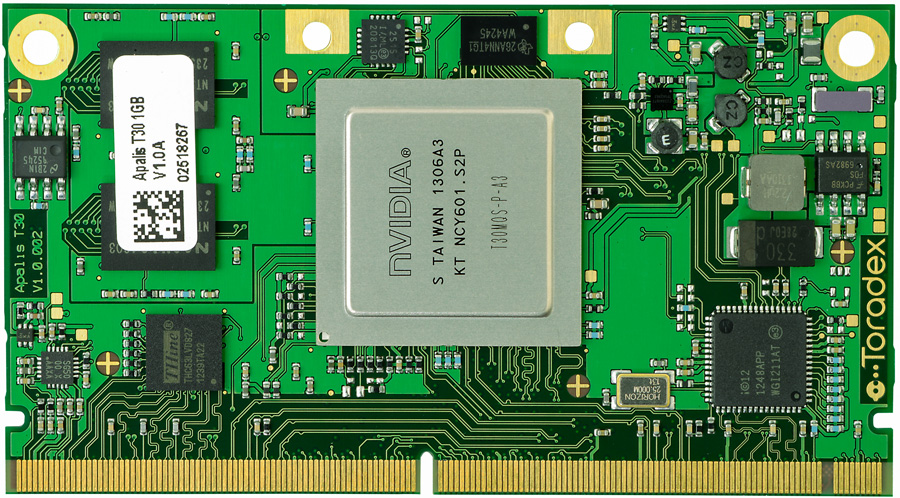
Apalis T30 NVIDIA Tegra 3 Computador em Módulo

Toradex é uma empresa suíça que projeta e desenvolve Computadores em Módulos (COM) ou Sistemas em Módulo (SOM) juntamente com placas base e acessórios compatíveis para o mercado de sistemas embarcados.
O fundação da Toradex AG, a primeira franquia da Toradex, ocorreu com a assembleia geral dos sócios no cartório de registros públicos em 14 de novembro de 2003. Em 19 de novembro de 2003, a Toradex AG foi finalmente registrada e sua fundação publicada na Swiss Official Gazette. A empresa possui escritórios nos USA, Brasil, Suíça, Índia, Japão, China e Vietnã.
Os produtos da empresa são utilizados em uma variedade de Sistemas Embarcados
As parcerias da Toradex incluem: Freescale, ARM, NVIDIA, Altium, MARVELL, Microsoft Windows Embedded, The QT Company entre outras. A rede de parceiros é composta de empresas de serviço em Hardware e Software tais como Ginsbury, Antmicro Ltd. etc.
A Toradex participou em 2015 do workshop ARM Developer Day realizado no Rochester Institute of Technology, em Nova Iorque. Toradex participou do Embedded World 2015 dm Nuremberg na Alemanha .
Em 2016, a Toradex lançou o computador em módulo Apalis TK1 baseado no chip  NVIDIA® Tegra® K1 que é capaz de implementar CUDA. Eles também anunciaram o lançamento dos SOMs Colibri iMX7S e Colibri iMX7D baseados no processadores  NXP i.MX 7Solo e i.MX 7Dual. 

## Produtos
- Computador modular‎[15][16][17][18][19][20][21]
- Placa Base[22]
- Single Board Computer Customizado[23][24][25][26]